# مرگ و دوشیزه
مرگ و دوشیزه (به انگلیسی: Death and the Maiden) فیلمی به کارگردانی رومن پولانسکی محصول سال ۱۹۹۴ است. فیلم بر اساس نمایشنامه‌ای به همین نام از آریل دورفمان، نویسندهٔ شیلیایی ساخته شده و داستانش طبق نوشتهٔ کوتاهی که در آغاز فیلم می‌آید، در کشوری ناشناس در آمریکای جنوبی، پس از سرنگونی رژیم دیکتاتوری می‌گذرد.

## بازیگران
این فیلم تنها سه بازیگر دارد.
| بازیگر         | نقش                 |
| -------------- | ------------------- |
| سیگورنی ویور   | پولینا اسکوبار      |
| بن کینگزلی     | دکتر روبرتو میراندا |
| استوارت ویلسون | جراردو              |

## خلاصهٔ فیلم

بن کینگزلی و استوارت ویلسون در نمایی از فیلم

«پولینا»، زنی که در رژیم دیکتاتوری سابق، زندانی سیاسی بوده‌است، به‌طور اتفاقی در خانهٔ خود و همسرش «جراردو»، با مردی روبه‌رو می‌شود که معتقد است در رژیم سابق او را شکنجه و به او تجاوز کرده‌است. زن می‌خواهد از این مرد (دکتر روبرتو میراندا) انتقام بگیرد.
دکتر میراندا، جراردو را، که لاستیک اتوموبیلش پنچر شده، در شبی بارانی و طوفانی به خانه‌اش می‌رساند و از او خداحافظی می‌کند. میراندا، که فراموش کرده‌بود لاستیک اتوموبیل جراردو را به او بدهد، دوباره به خانهٔ جراردو برمی‌گردد تا لاستیک زاپاس را به او بدهد. جراردو این بار او را به داخل خانه و صرف یک نوشیدنی دعوت می‌کند…